# Enamorada (canción de Miranda!)
«Enamorada» es una canción interpretada por el grupo musical argentino Miranda!, lanzada como el tercer sencillo para su tercer álbum de estudio, El disco de tu corazón (2007). Este es el primer sencillo de la banda en que Juliana Gattas canta en solitario. La canción fue escrita por Ale Sergi y producida por Cachorro Lopez. En 2023 se lanzó una nueva versión con la cantante chilena Francisca Valenzuela y que fue incluida en su álbum Hotel Miranda!.

## Vídeo musical
Fue estrenado en 2008 por canales de musica y lanzado en el canal oficial de la banda el 12 de abril de 2011 y tiene actualmente más de 15 millones de vistas en YouTube.
El video es filmado en blanco y negro y se muestra a la agrupación y únicamente a Juliana cantando toda la canción en diferentes escenarios lujosos.

### Créditos
| - Leo Damario – Director. - Banana Films – Productora. - Daniel Rino Arreaza – Director de fotografía. - Mariano Anttonieti – Productor ejecutivo. - Maria Bethania Medina – Jefe de producción. | - Walter Deluchi – Estilismo. - Carolina Perez Goñi – Dirección de arte. - Liberty – Post. - Civiles / Rebel Management – Talentos. - Paola Miranda – Artista invitado. - Restart – Artista invitado. |

## Lista de canciones
- Promo CD[7][8]

| N.º | Título      | Duración |  |
| 1.  | «Enamorada» | 3:13     |  |

## Historial de lanzamiento
| Región | Fecha                   | Formato | Discográfica | Ref.  |
| ------ | ----------------------- | ------- | ------------ | ----- |
| Mundo  | 12 de noviembre de 2007 | CD      | Pelo Music   | [ 9 ] |